# Jože Galič
Jože Galič, slovenski glasbenik, publicist in avtor, * 23. januar 1955, Šempeter v Savinjski dolini.

## Mladost in družina
Jože Galič se je 23. januarja 1955 kot sin edinec rodil materi Mariji Galič (rojeni Veligovšek) iz Šempetra v Savinjski dolini in očetu Mihaelu Galiču iz Velikih Malenc pri Brežicah. Otroštvo je preživel v širši delavsko kmečki družini v domačem Šempetru, kjer je tudi obiskoval osnovno šolo. Po družinski tradiciji si je za poklic izbral elektrotehniko in že leta 1973 opravil zaključni izpit na Tehniški srednji šoli v Krškem, nato pa nadaljeval študij na Višji tehniški šoli v Mariboru. 
Leta 1977, ravno na svoj 22. rojstni dan, je spoznal študentko glasbe Cito Zakonjšek, se čez leto in pol z njo poročil in odšel v Dravograd, kjer sta se zaposlila vsak v svojem poklicu ter si ustvarila družino. Avgusta 1981 se jima je rodila hči Katarina, februarja 1986 pa sin Marko. Mlada družina se je avgusta 1992 vselila v novo hišo v Šempetru, ki zdaj velja za njen skupni dom. Jože je takrat dokončno opustil elektrotehniški poklic in se vpisal v razvid samozaposlenih na področju v kulture, v katerem je vztrajal vse do formalne upokojitve leta 2016.

## Delo

### Glasba
Že v zgodnjih otroških letih je kazal zanimanje in nadarjenost za govor, petje in igranje. Pri sedmih letih je začel igrati na orglice, pri devetih je prvič nastopil kot pevec na koncertu, pri trinajstih kot orgličar na Radiu Ljubljana. Šele kot srednješolec je začel igrati harmoniko, zato za uradni začetek svoje glasbene kariere šteje leto 1972, ko je začel z njo kot ljudski godec, pevec in šaljivec nastopati na domačih zabavah, v priložnostnih glasbenih zasedbah in pri folklorni skupini. 
Leta 1974 je že ustvaril svoje prve avtorske skladbe in studijske posnetke. V letih 1973-1976 je pel v Akademskem pevskem zboru Maribor, nato pa ustanovil svojo prvo glasbeno skupino, Ansambel Jožeta Galiča. Naslednjih 20 let Citinega in Jožetovega življenja je zaznamovala njuna verjetno najbolj znana glasbena skupina, Ansambel Slovenija. Zasedba je bila s citrami, violino, orglicami in pevskim tercetom v ospredju. Svojo novejšo avtorsko glasbo je Jože kasneje predstavljal s studijskim ansamblom Jože Galič & Glasba iz Slovenije, bil je šaljivec, instrumentalist in pevec v glasbeno-humorističnem duetu Klobasekov Pepi & Podhomski Joža, kot pevec se je udejstvoval še pri Vokalnem kvintetu Ajda, Kvartetu Zven in predvsem pri pevsko instrumentalni skupini Družina Galič, ki deluje že tri desetletja. Kot avtor glasbe in besedil za več kot 700 skladb pa že dolga leta sodeluje tudi z vrsto drugih solistov in ansamblov.

### V medijih
V 90-ih letih dvajsetega stoletja je napisal veliko člankov o dogajanju na glasbeni sceni za revijo Stop, sledilo je njegovo sodelovanje s kar štirimi revijami, namenjenimi Slovencem po svetu, predvsem pa 19-letno pisanje za Delovo prilogo Vikend. Na Televiziji Slovenija je bil sedem let (1993-2000) avtor, scenarist, urednik in voditelj oddaj Po domače ter Slovenska polka in valček, na komercialnem Radiu Tempo je pet let pripravljal oddajo narodnozabavne glasbe Polka na seniku, poseben pečat pa je pustil na Radiu Celje, kjer je skoraj 900 nedelj zapored odmevala njegova oddaja ljudske glasbe Pesem slovenske dežele. 
Vse našteto mu je, pa čeprav šele pet let pred upokojitvijo, pomagalo pri pridobitvi nacionalnih poklicnih kvalifikacij za poklica radijski napovedovalec – moderator in glasbeni redaktor. Tega leta (2011) je izšla tudi družabna igra nemškega avtorja dr. Kurta Gaertnerja v slovenskem jeziku z naslovom Slovenija in svet, pri kateri se je Jože Galič izkazal kot vsebinski svetovalec in jezikovni korektor.

### Knjige
Galičev knjižni prvenec, v katerem je ob svojem abrahamu objavil simboličnih 50 zgodb iz svojega z glasbo zaznamovanega življenja, je izšel leta 2005 in ima naslov Zaradi pesmi. Svoje zadnje knjižno delo pa je avtor posvetil izjemni glasbeni poti svoje žene Cite Galič in ga naslovil: Cita – S citrami po lestvici življenja. V njej najdemo skoraj dvesto fotografij in vrsto zanimivosti iz Citine glasbene kariere, ki se na številnih mestih tesno prekriva tudi z Jožetovo. Na tisoče krajev po Sloveniji, v petnajstih tujih državah in na štirih celinah sveta sta namreč v 45-ih letih z glasbo obiskala skupaj.

## Vir
- Jože Galič; Življenjepis Jožeta Galiča; Kulturno umetniško društvo Glasba iz Slovenije; Šempeter, februar 2022